# Katie Ledecky
Kathleen Genevieve "Katie" Ledecky (Washington, D.C., 17 de março de 1997) é uma nadadora norte-americana. Ela ganhou sete medalhas de ouro olímpicas e 19 medalhas de ouro em campeonatos mundiais, a maior marca na história de uma nadadora. Ela é a atual detentora do recorde mundial no nado livre feminino de 400, 800 e 1500 metros (piscina longa). Ela também detém os tempos mais rápidos de todos os tempos nos eventos femininos de nado livre de 500, 1000 e 1650 jardas.
Em sua estréia internacional nos Jogos Olímpicos de Londres de 2012, aos 15 anos de idade, Ledecky inesperadamente ganhou a medalha de ouro nos 800 metros livres femininos. Quatro anos depois, ela deixou o Rio de Janeiro como a atleta feminina mais condecorada dos Jogos Olímpicos de 2016, com quatro medalhas de ouro, uma medalha de prata e dois recordes mundiais. No total, ela já ganhou 54 medalhas (40 de ouro, 11 de prata e três de bronze) em grandes competições internacionais, abrangendo os Jogos Olímpicos de Verão, Campeonatos Mundiais e Pan Pacific Championships. Durante sua carreira, ela quebrou quinze recordes mundiais.
O sucesso de Ledecky lhe rendeu o prêmio de nadadora do ano em 2013, 2014, 2015 e 2016. Ledecky também foi nomeada pela Associated Press como a atleta feminina do ano em 2017, do sexo feminino internacional e campeão dos campeões pelo L'Équipe em 2014 e 2017, atleta feminina do Comitê Olímpico dos Estados Unidos em 2013, 2016 e 2017, e desportista do ano pela Women's Sports Foundation em 2017. As 10 medalhas individuais de Ledecky no Campeonato Mundial de Esportes Aquáticos e 14 títulos individuais combinados em Jogos Olímpicos e o Campeonato Mundial de Esportes Aquáticos são recordes na natação feminina.

## Vida pessoal
Ledecky nasceu em Washington, D.C. é filha de Mary Gen (Hagan) e David Ledecky. Seu avô paterno, Jaromír Ledecký, era tcheco e chegou aos Estados Unidos da Checoslováquia em 1947, enquanto sua avó paterna é judia. Sua mãe é descendente de irlandeses. Ledecky é católica.

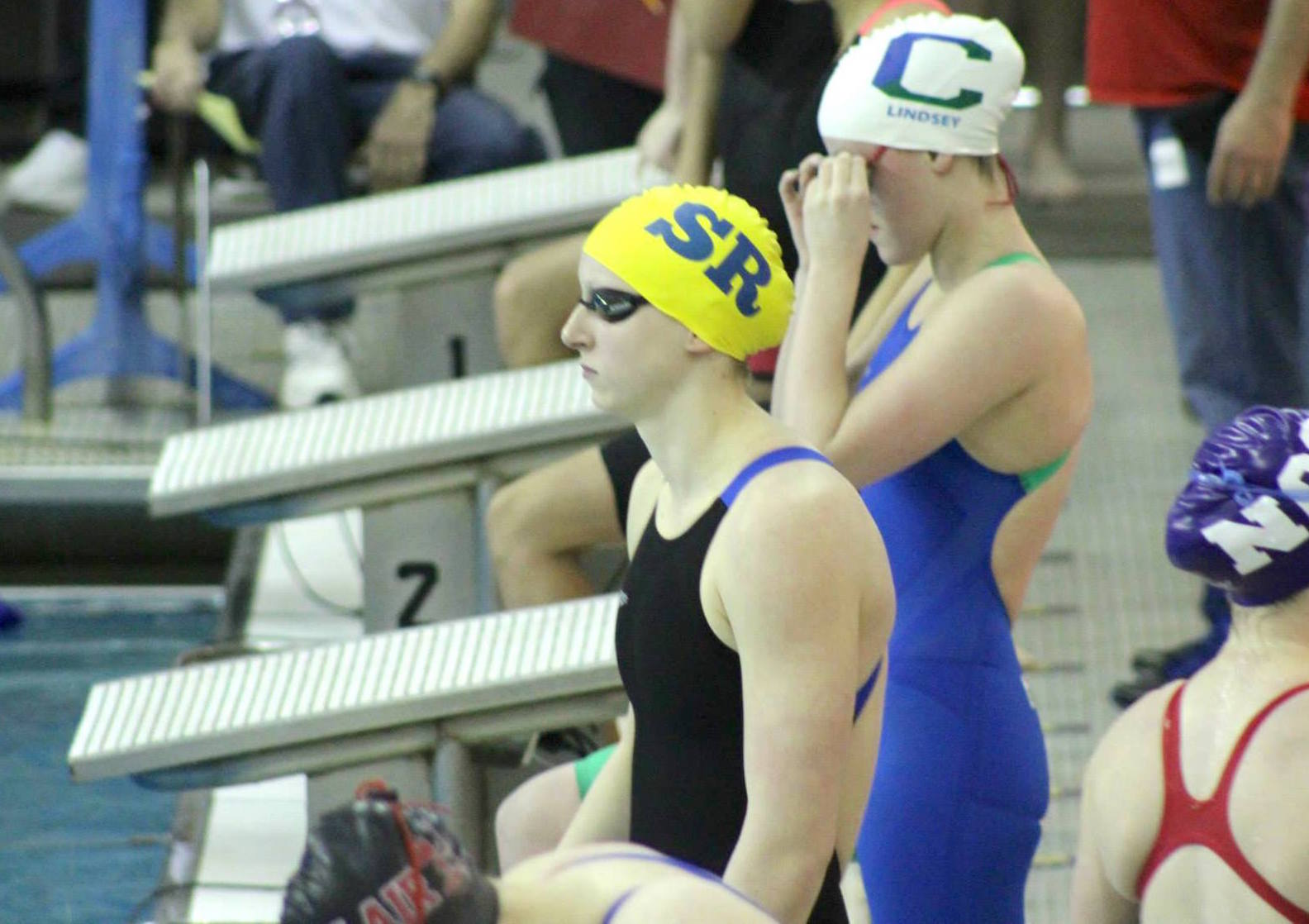
Ledecky antes de sua última prova no ensino médio

Ledecky começou a nadar aos seis anos, devido à influência de seu irmão mais velho, Michael, e de sua mãe, que nadou pela Universidade do Novo México. Ledecky mora em Bethesda, Maryland, onde estudou na Little Flower School e se formou na Escola Stone Ridge do Sagrado Coração em 2015. Durante sua carreira na natação no ensino médio, Ledecky estabeleceu vários recordes nacionais. Ledecky terminou sua carreira no ensino médio como detentora do recorde escolar de Stone Ridge em todos os eventos de natação, exceto o nado peito de 100 metros.
Durante o verão de 2012, ela treinou com o Nation's Capital Swim Club sob o comando do técnico Yuri Suguiyama. Após a saída de Suguiyama para a Universidade da Califórnia em Berkeley, ela continuou a treinar com o Nation's Capital Swim Club, sob o comando do técnico Bruce Gemmell, até as Olimpíadas de 2016. Durante os verões anteriores a 2012, ela nadou para a Palisades Swim Team em Cabin John, no Maryland. Ledecky aceitou uma bolsa de estudos para a Universidade Stanford, onde ela nada com o treinador Greg Meehan na equipe de natação das mulheres.
Ledecky está envolvida com várias instituições de caridade, incluindo instituições de caridade católicas, Shepherd's Table, Bikes for the World, e Wounded Warriors.
Seu tio, Jon Ledecky, é empresário e proprietário de New York Islanders.

## Carreira
Aos 15 anos de idade, conquistou a medalha de ouro nos Jogos Olímpicos de Londres 2012 na prova dos 800 metros livres.
Em 2013 conquistou cinco títulos no Mundial de Barcelona. Em 2015 conquistou cinco medalhas de ouro no Mundial de Natação de Kazan, na Rússia.
Ledecky em 2016 somava treze recordes.

## Melhores marcas pessoais

### Provas
| Evento         | Tempo    | Prova                                     | Data                   | Nota(s) |
| -------------- | -------- | ----------------------------------------- | ---------------------- | ------- |
| 50 m freestyle | 25.45    | 2015 Arena Pro Swim Series – Minneapolis  | 12 de novembro de 2015 |         |
| 100 m livres   | 53.75    | 2016 Arena Pro Swim Series – Austin       | 15 de janeiro de 2016  |         |
| 200 m livres   | 1:53.73  | Final Jogos Olímpicos Rio 2016            | 9 de agosto de 2016    |         |
| 400 m livres   | 3:56.46  | Final Jogos Olímpicos Rio 2016            | 7 de agosto de 2016    | WR      |
| 800 m livres   | 8:04.12  | Série TYR Pro Swim 2025 – Fort Lauderdale | 3 de maio de 2025      | WR      |
| 1500 m livres  | 15:20.48 | 2018 TYR Pro Swim Series – Indianapolis   | 16 de maio de 2018     | WR      |
| 400 m medley   | 4:37.93  | 2016 Atlanta Classic Swim Meet – Atlanta  | 13 de maio de 2016     |         |

atualizado em 9 de agosto de 2018

### Recordes mundiais
| N.º | Evento              | Tempo    | Prova                                             | Local                    | Data                  | Idade |
| --- | ------------------- | -------- | ------------------------------------------------- | ------------------------ | --------------------- | ----- |
| 1   | 1500 m livres       | 15:36.53 | Campeonato Mundial de Esportes Aquáticos de 2013  | Barcelona, Espanha       | 30 de julho de 2013   | 16    |
| 2   | 800 m livres        | 8:13.86  | Campeonato Mundial de Esportes Aquáticos de 2013  | Barcelona, Espanha       | 3 de agosto de 2013   | 16    |
| 3   | 1500 m livres (2)   | 15:34.23 | 2014 TWST Senior Invitational                     | Shenandoah, Texas        | 19 de junho de 2014   | 17    |
| 4   | 800 m livres (2)    | 8:11.00  | 2014 TWST Senior Invitational                     | Shenandoah, Texas        | 22 de junho de 2014   | 17    |
| 5   | 400 m livres        | 3:58.86  | Campeonato Nacional Americano 2014                | Irvine, California       | 9 de agosto de 2014   | 17    |
| 6   | 400 m livres (2)    | 3:58.37  | Campeonato Pan Pacífico de Natação 2014           | Gold Coast, Austrália    | 23 de agosto de 2014  | 17    |
| 7   | 1500 m livres (3)   | 15:28.36 | Campeonato Pan-Pacífico de Natação de 2014        | Gold Coast, Austrália    | 24 de agosto de 2014  | 17    |
| 8   | 1500 m livres (4)   | 15:27.71 | Campeonato Mundial de Esportes Aquáticos de 2015  | Cazã, Rússia             | 3 de agosto de 2015   | 18    |
| 9   | 1500 m livres (5)   | 15:25.48 | Campeonato Mundial de Esportes Aquáticos de 2015  | Cazã, Rússia             | 4 de agosto de 2015   | 18    |
| 10  | 800 m livres (3)    | 8:07.39  | Campeonato Mundial de Esportes Aquáticos de 2015s | Cazã, Rússia             | 8 de agosto de 2015   | 18    |
| 11  | 800 m livres (4)    | 8:06.68  | 2016 Arena Pro Swim Series - Austin               | Austin, Texas            | 17 de janeiro de 2016 | 18    |
| 12  | 400 m livres (3)    | 3:56.46  | Jogos Olímpicos Rio 2016                          | Rio de Janeiro, Brasil   | 7 de agosto de 2016   | 19    |
| 13  | 800 m livres (5)    | 8:04.79  | Jogos Olímpicos Rio 2016                          | Rio de Janeiro, Brasil   | 12 de agosto de 2016  | 19    |
| 14  | 1500 m livres (6)   | 15:20.48 | 2018 TYR Pro Swim Series                          | Indianapolis, Indiana    | 16 de maio de 2018    | 21    |
| 15  | 800 m freestyle (6) | 8:04.12  | 2025 TYR Pro Swim Series                          | Fort Lauderdale, Florida | 3 de maio de 2025     | 28    |